# Наймушин, Валерий Григорьевич
Валерий Григорьевич Наймушин (род. 1951) — советский и российский учёный, доктор экономических наук, профессор, академик Международной финансово-исследовательской академии бизнеса, Заслуженный экономист Российской Федерации.
Результаты его научной деятельности опубликованы более чем в 300 научных работах, в том числе во многих авторских и коллективных монографиях.

## Биография
Родился 17 февраля 1951 года в Краснодаре.
По окончании в 1974 году Новочеркасского политехнического института, работает во Всероссийском научно-исследовательском и проектно-конструкторском институте электровозостроения (ВЭлНИИ). Здесь прошёл ступени младшего и старшего научного сотрудника, заведующего лабораторией, заместителя и заведующего отделом технико-экономических исследований, заместителя директора и директора по экономике. С 2005 по 2008 годы возглавлял ВЭлНИИ.
В 1979 году заочно получил экономическое образование. В 1998 году Валерию Наймушину была присуждена ученая степень кандидата экономических наук. В 2002 году он защитил диссертацию на соискание ученой степени доктора экономических наук. Тема его диссертационной работы была посвящена исследованию специфики становления и развития акционерных обществ в трансформационной экономике и поиску форм реализации их потенциала.
Наряду с учёной, занимается общественной деятельностью. В 1987—1993 годах он был председателем Совета трудового коллектива института. С 1994 года является председателем Совета директоров института.

## Заслуги
- В 1996 году за выживание в сложные годы становления России и успешную работу института в условиях рыночной экономики В. Г. Наймушин был удостоен международной награды «Факел Бирмингама».
- Указами Президента РФ в 2001 и 2008 годах был награжден медалью ордена «За заслуги перед отечеством» II и I степеней.[1]
- Почётный ветеран ВЭлНИИ.